# Kuala Lumpur Open 1995
Il Kuala Lumpur Open 1995 è stato un torneo di tennis giocato sul sintetico indoor. È stata la 4ª edizione dell'evento, che fa parte dell'World Series nell'ambito dell'ATP Tour 1995. Il torneo si è giocato a Kuala Lumpur, in Malaysia, dal 2 all'8 ottobre 1995.

## Campioni

### Singolare
Marcelo Ríos ha battuto in finale  Mark Philippoussis con il punteggio di 7–6(6), 6–2

### Doppio
John McEnroe /  Mark Philippoussis hanno battuto in finale  Grant Connell /  Patrick Galbraith con il punteggio di 7–5, 6–4